# 韩寺镇
韩寺镇，是中华人民共和国河南省郑州市中牟县下辖的一个乡镇级行政单位。

## 行政区划
韩寺镇下辖以下地区：
荣庄村、大洪村、大李庄村、西营村、马家村、刘庄村、东营村、郭辛庄村、南岗村、古城村、姚家村、小韩村、寺后村、半截楼村、陈桥村、东岗村、潘店胡村、董店村、你吾岗村、瓦灰郭村和胡辛庄村。